# Får jag lov
Får jag lov är en svensk tidskrift om dansband, startad 1992 i Karlskrona och tidigare ägd av Egmont Tidskrifter i Malmö men nu av Hans Haraldsson som också äger Ginza AB. Tidningen utkommer sex gånger per år och innefattar allt som rör dans, dansband samt trender inom ämnet. Tidingen är ledande inom dansbandsbranschen och chefredaktör sedan maj 2020 är Thomas Deutgen.